# Auguszta
Az Auguszta női név a latin eredetű Augustus (magyarul Ágost és Ágoston) férfinév párja. A latin név jelentése: magasztos, fennkölt.

## Rokon nevek
Ágosta, Augusztina

## Gyakorisága
Az újszülötteknek adott nevek körében az 1990-es években igen ritka név volt. A 2000-es és a 2010-es években sem szerepelt a 100 leggyakrabban adott női név között.
A teljes népességre vonatkozóan az Auguszta sem a 2000-es, sem a 2010-es években nem szerepelt a 100 leggyakrabban viselt női név között.

## Névnapok
március 27., március 29., december 18.

## Híres Auguszták

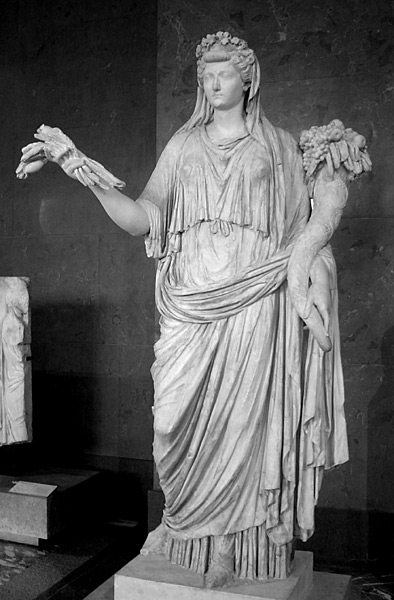
Julia Augusta kultikus szobra

- Julia Augusta, Augustus császár felesége, az első római császárné
- Auguszta német császárné és porosz királyné
- Auguszta Mária Lujza bajor hercegnő, Ferenc József császár és király unokája
- Tóth Auguszta, Jászai Mari-díjas magyar színművésznő, érdemes művész.

## Egyéb Auguszták

### A művészetekben
- Auguszta, Varga Csaba animációs sorozatának alakja

### Földrajzi névként
- Augusta, város Szicíliában, Olaszországban
- Augusta, város az USA-ban, Maine államban
- Augusta, folyó az USA-ban, Maine államban
- Augusta Emerita, Mérida spanyol város régi latin neve
- Augusta Vindelicorum, Augsburg német város régi latin neve (régi magyar nevén: Ágosta)

### Egyéb
- Auguszta-serlegbajnokság